# In vivo

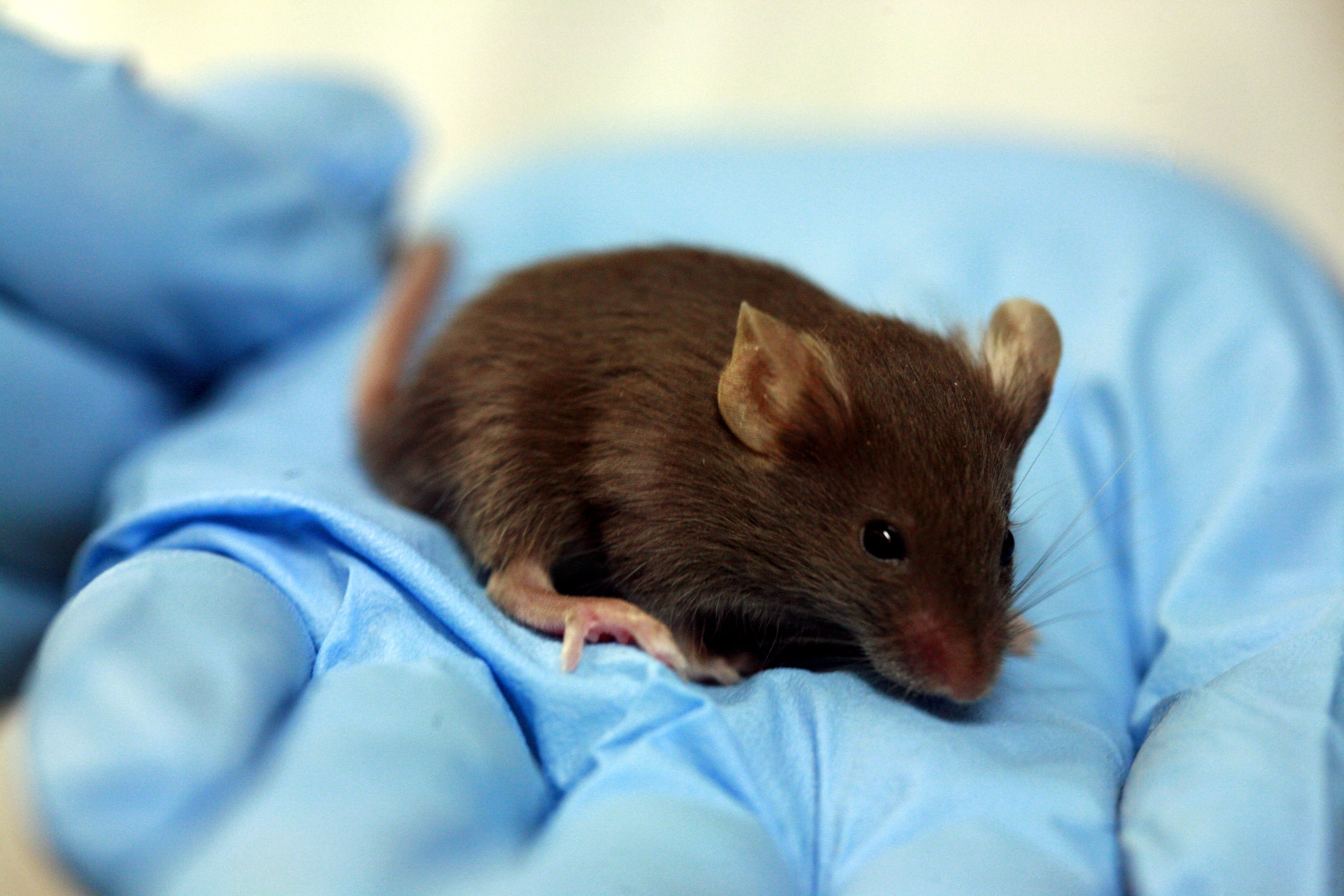
Лабораторна миша

In vivo — у перекладі з латині: у живому (чи на живому) — означає, що подія відбувається всередині організму. У науці in vivo означає експерименти, що проводяться на живих тканинах і цілих організмах чи всередині них. Прикладами експериментів in vivo можуть бути експерименти на лабораторних тваринах чи клінічні випробовування.

## Дослідженняin vivo
Такі типи досліджень значно наближають експериментатора до предмету дослідження. Моделі in vivo дозволяють набагато краще прослідкувати за загальним ефектом експерименту, аніж подібні експерименти in vitro.
Якщо метою є розробка ліків, чи збір інформації про біологічні системи, природа і якості хімічних засобів не можуть бути визначені незалежно від систем, на яких проводяться тестування. Компоненти, що приєднуються до ізольованих рекомбінантних білків — це одне; хімічні сполуки, що впливають на живу клітину — це друге. А фармакологічні препарати, до яких організм може бути не сприйнятливим чи, навпаки, формувати на них відповідь у різних своїх системах — це третє. Якби властивості фармакологічних препаратів in vitro і in vivo були однаковими, то розробка ліків була б не складнішою, аніж просте виробництво цих препаратів.
У минулому одним із найпоширеніших об'єктів для досліджень in vivo була морська свинка. Проте зараз у біологічних експериментах ці тварини здебільшого витіснені меншими, дешевшими та здатними до швидкого розмноження щурами й мишами.
Приклад де майбутні розрахунки мережі World Community Grid можуть далі бути використані in vivo є проєкт «Виявлення ліків від гарячки денге».